# 秦珪
秦珪（1928年—2019年8月3日），山西人，中国新闻教育家，中国人民大学新闻学院原副院长，教授，中国人民大学新闻传播学科与新闻评论教学研究奠基人和开创者之一。